# عبد الحق الجي
عبد الحق الجي عالم رياضيات وأكاديمي مغربي وُلد في مدينة فاس بالمغرب في 14 يوليو 1948، ويعمل كأستاذ فخري بجامعة بربينيان في فرنسا إلى جانبه كونه عضوًا بأكاديمية الحسن الثاني للعلوم والتقنيات في المغرب.

## نشأته
وُلد عبد الحق عبد المجيد عبد السلام بن أحمد الجي في مدينة فاس بالمغرب في 14 يوليو 1948، وحصل على شهادة البكالوريا من مدرسة ليسيه ليوتي بالدار البيضاء بالمغرب عام 1967، ثم حصل على الإجازة في الرياضيات، ثم حصل على درجة الماجستير في الرياضيات والتطبيقات الأساسية من جامعة بول ساباتييه في تولوز بفرنسا عام 1971، وحصل بعد ذلك على درجة الدكتوراه في الرياضيات التطبيقية والرياضيات الآلية والتحكم من مختبر الأتمتة وتحليل الأنظمة بجامعة بول ساباتييه في يوليو 1978.

## مسيرته المهنية
بدأ عبد الحق الجي حياته العملية في عام 1971 كمدرس مساعد في جامعة بول ساباتييه في تولوز بفرنسا، ثم عاد إلى المغرب لكي يعمل أستاذا مساعدا ثم أستاذا بكلية العلوم التابعة لجامعة محمد الخامس بالرباط بدءًا من عام 1979 وحتى عام 1984. وفي عام 1985 عُيّن أستاذًا في جامعة بربينيان بفرنسا، ثُم أصبح أستاذًا فخريًا بنفس الجامعة بدءا من عام 2013، ولا يزال يشغل نفس المنصب حتى الآن ويواصل نشاطه البحثي في مختبر معهد أبحاث التنمية بجامعة بربينيان. كما شغل عبد الحق الجي خلال مسيرته المهنية العديد من المناصب فكان مديرًا لمختبر التحكم الأمثل بكلية العلوم بالرباط في المغرب في الفترة ما بين عاميّ 1980 - 19854، ومديرًا لمختبر الأتمتة بالمركز الوطني الفرنسي للبحث العلمي التابع لجامعة بربينيان في فرنسا بدءًا من عام 1992 وحتى عام 1997، ومديرًا لمختبر نظرية النظم بجامعة بربينيان في فرنسا خلال الفترة ما بين عامي 1997 - 2002. وفي عام 2006 أصبح عبد الحق الجي عضوًا مقيمً ا بأكاديمية الحسن الثاني للعلوم والتقنيات، ومنسقًا لشبكة البحوث الدولية في نظرية النظم. ساهم عبد الحق الجي بقوة في إنشاء قسم الرياضيات التطبيقية بكلية العلوم بالرباط في نهاية السبعينيات، ثم أنشأب في عام 1980 مسلكًا بالكلية يسمح للطلاب بالحصول على شهادة الماجستير في التحكم الأمثل بالتعاون مع الأستاذ سعد الشرقاوي، وهو ما سمح بتدريب العديد من الباحثين بالكلية، ويدير بعضهم حاليًا حوالي عشرة مختبرات تنتشر عبر جامعات المملكة المغربية.
ركزت الأنشطة البحثية التي قادها عبد الحق الجي خلال تلك الفترة بشكل خاص على النمذجة الرياضية لأنواع مختلفة من أجهزة الاستشعار والمحركات والعمل على تحسينها فيما يتعلق بمواقعها وتوزيعاتها المكانية. وقد أثمرت هذه الجهود البحثية عن مقاربات جديدة لتحليل ومراقبة الأنظمة الموزعة الخطية المُصمّمة باستخدام المعادلات التفاضلية الجزئية من خلال مفاهيم أجهزة الاستشعار والمحركات (أطروحة بررحمون، برئاسة ج. إل. ليونز) بالإضافة إلى تعميم هذه الفئة من خواص وخصائص الأنظمة المحلية التي تتم دراستها تلقائيًا.
وفي مختبر جامعة بربينيان، أشرف عبد الحق الجي على العديد من الأطروحات والمشاريع البحثية، بدءًا من تحليل الأنظمة الثنائية (أطروحات ن. العلمي وأ. بنبريك) ووصولًا إلى امتدادات وتطبيقات طريقة تفرد هيلبرت (أطروحات ف. جونزاليس وأ. بلفقيه وج. بوياغرومني)، ومن التحليل الإقليمي للأنظمة الموزعة (أطروحات أ.ه. زيريك ور. الصافوري) حتى اكتشاف المصادر من خلال الملاحظة (أطروحة ل. عفيفي). كما أشرف عبد الحق الجي في ذات الوقت على أعمال أخرى تتعلق بتحليل الأنظمة اعتمادًا على معلمات المدخلات والمخرجات من خلال دراسة اختيار عدد من أجهزة الاستشعار والمحركات (أطروحة س. اليعقوبي وحمزاوي) بالإضافة إلى تأثير هيكلها على نهج التردد للأنظمة الموزعة (أطروحة بقلم أ.س. برنوسي). تميزت أنشطة عبد الحق الجي خلال تلك الفترة أيضًا بالتعاون المكثف مع البروفيسور جاك لويس ليونز من جامعة بربينيان بفرنسا، والبروفيسور أ.ج. بريتشارد من جامعة وارويك بالمملكة المتحدة، والبروفيسور روث كيرتين من جامعة جرونينجن.
وفي حقبة التسعينيات من القرن العشرين، ساهم عبد الحق الجي في إدخال نماذج الأتمتة الخلوية كبديل للمعادلات التفاضلية الجزئية لنمذجة الأنظمة الموزعة وكذلك تحليلها والتحكم فيها بمثل هذا النهج (أعمال س. اليعقوبي وأطروحات م. عبد اللاوي وب. جاسيويتش)، ثم قدم بعد ذلك مفهومي قابلية الانتشار (من خلال أطروحة ك. كسارة) والسيطرة على الانتشار (من خلال أطروحة آحمد البرنوسي)، كما ساهم إلى جانب عدد من الباحثين المغاربة في تطوير مفهومي الضعف والسيطرة الوقائية (أطروحة ي.قرعي). كمقدمة ودراسة لمفاهيم القابلية للاكتشاف والمعالجة والسيطرة. كانت هذه التطورات الأخيرة مدفوعة بظواهر مكانية وزمانية حقيقية تحدث في النظم البيئية التي تتعرض لاضطرابات معروفة أو غير معروفة.
عين عبد الحق الجي في مايو 2006 عضوا مقيما بأكاديمية الحسن الثاني للعلوم والتقنيات في المغرب،. وفي عام 2007، بادر عبد الحق الجي مع مجموعة من المعامل البحثية التي تعنى بنظرية الأنظمة إلى إنشاء شبكة نظرية الأنظمة، وترأس هذه الشبكة، منذ إنشائها بدعم من أكاديمية الحسن الثاني.